# Thalassophryne nattereri
Thalassophryne nattereri är en fiskart som beskrevs av Steindachner, 1876. Thalassophryne nattereri ingår i släktet Thalassophryne och familjen paddfiskar. Inga underarter finns listade i Catalogue of Life.